# ريتشارد ريد (رجل أعمال)
ريتشارد ريد (بالإنجليزية: Richard Reed)‏ هو شخصية أعمال بريطاني، ولد في 13 فبراير 1973 في Kirkheaton ‏ في المملكة المتحدة.